# عايط للطيران والسياحة
عايط لخدمات الطيران والسياحة (بالعبرية: עיט שירותי תעופה ותיירות) עַיִט وتعني: العُقاب هي شركة طيران إسرائيلية تأسست في عام 1985. يقع مقرها في مطار تيمن في بئر السبع جنوبي إسرائيل. قامت الشركة بتشغيل رحلات طيران منتظمة بين مطار دوف هوز ومطار روش بينا من يناير 2008 إلى يوليو 2019 بمعدل رحلتين أو ثلاث رحلات يوميًا. تنظم الشركة اليوم رحلات طيران خاصة وترفيهية كالقفز بالمظلات ومهمات تصوير فوتوغرافي عند الطلب، وأيضًا تدير مدرسة لتعليم الطيران.

## تاريخ
في عام 1985 تأسست الشركة على يد إيلي بيريتز، وانطلقت أولى رحلاتها من مطار تيمن بطائرة واحدة. مع مرور الوقت، توسع أسطول الطائرات التابع للشركة، ووصل عددها إلى 15 طائرة بحلول عام 2000.
شهد عام 1997 انطلاق خط منتظم بين مطار تيمن وسدي دوف، باستخدام طائرتي دي إتش سي 6 وآيلاندر اللتان تتسعان لـ 19 و10 راكب على التوالي. وفي نفس العام، تقدمت الشركة بطلب للحصول على تصريح لتشغيل رحلات إلى مطار غوش قطيف، إلا أن الجيش الإسرائيلي رفض الطلب لأسباب أمنية، خوفًا من وقوع هجمات على الطائرات المتجهة إلى المطار الواقع بالقرب من مخيم خان يونس للاجئين.
في عام 2002 بدأت الشركة بتشغيل خط طيران منتظم بين مطار فيك في هضبة الجولان ومطار سدي دوف، باستخدام طائرات من طراز آيلاندر.
في عام 2006 نشب خلاف بين شركتي عايط وباز لخدمات الطيران (شركة تابعة لشركة باز للنفط) التي تزود الطائرات بالوقود، حيث ادعت عايط بأن شركة باز لخدمات الطيران تستغل وضعها الاحتكاري لفرض أسعار مرتفعة على الوقود. حيث تعد باز لخدمات الطيران هي المورد الوحيد للوقود من نوع LL100 المخصص للطائرات الصغيرة. فشلت شركة عايط في كسر احتكار شركة باز بعدما رفضت المحكمة طلبها عام 2010 بالسماح لها بتزويد طائراتها بالوقود بنفسها. حيث أشارت سلطة المطارات على أهمية وجود جهة متخصصة ومؤهلة لتزويد الطائرات بالوقود.
في نوفمبر 2007 فازت الشركة بمناقصة وزارة المواصلات لتشغيل خط طيران يربط بين مطاري سدي دوف وروش بينا. وانطلقت أولى رحلات هذا الخط في يناير 2008، واستمرت حتى يوليو 2019، مع توفير رحلتين إلى ثلاث رحلات يوميًا خلال أيام الأسبوع. وفي يناير 2016، أضافت الشركة خطًا جديدًا يربط بين روش بينا وإيلات، مع رحلتين أسبوعيًا، وكانت الرحلة تمر عبر تل أبيب في البداية.
في مايو 2018 أعلنت الشركة عن شراكة مع شركة "إيستا لاينز" لتشغيل رحلات جوية مباشرة بين مطار سدي دوف ومدينة بافوس في قبرص. كان من المخطط أن يعمل الخط يومي الاثنين والجمعة، باستخدام طائرات إمبراير التي تتسع ل 50 راكب في رحلة تستغرق 40 دقيقة. في النهاية لم يتم تشغيل الخط بسبب قرار إغلاق مطار سدي دوف.

## أحداث
في 23 أكتوبر 2012 أقلعت طائرة من نوع شورت 360 على متنها 22 راكبًا من مطار دوف هوز برحلةٍ اعتيادية إلى مطار روش بينا. بعد هبوط الطائرة في روش بينا، وخلال سيرها على المدرج، انكسر عجل الهبوط الخاص بالطائرة. لكن انتهى الحادث دون وقوع إصابات.
في 17 يوليو 2013 أثناء رحلة طيران صباحية اعتيادية لطائرة تابعة للشركة من نوع بيتشكرافت كوين إير بي 80 بطريقها إلى مطار روش بينا –كان على متنها تسعة من الركاب وأفراد الطاقم– اكتشف الطيار بعد فترة وجود عطل في العجلة الأمامية وطلب الهبوط الاضطراري في مطار بن غوريون. وعقب ذلك أُعلنت حالة الطوارئ بالمطار واُغلق المجال الجوي. كما حُولت طائرتين للهبوط في مطارات بديلة. في النهاية هبطت الطائرة على بطنها وتضررت مراوحها الأمامية، لكن لم يصب أي من الأشخاص التسعة الذين كانوا على متنها بأذى.

## أسطول الطائرات
| صورة | نوع                                                | عدد الطائرات | تسجيل الطائرة (قبل كل رمز تظهر البادئة 4X الخاصة بدولة إسرائيل) | ملاحظات |
| ---- | -------------------------------------------------- | ------------ | --------------------------------------------------------------- | --- |
|      | سيسنا 172                                          | 2            |                                                                 | كلا الطائرتين موجودتين في مطار تيمن وتُستخدما لتدريب الطيارين، الإرشاد، جولات ومهمات مختلفة - رحلات طيران تجريبية ورومانسية وما شابه.                                       |
|      | شورت سي إس 7 سكاي فان                              | 1            | 4X-AGP                                                          | تستخدم للهبوط بالمظلات |
|      | دي هافيلاند كندا دي إتش سي 6 توين أوتر             | 1            | 4X-AHP                                                          | تستخدم للهبوط بالمظلات والبعثات الخاصة. يمكن استخدامها لنقل الركاب، حيث تحتوي على 19 مقعدًا. وكانت تستخدم سابقًا للرحلات الجوية على خط روش بينا—دوف هوز                      |
|      | شورت 360                                           | 1            | 4X-AVP                                                          | تم شراؤها من طيران سيشل، تحتوي على حوالي 39 مقعدًا. تستخدم للرحلات الجوية إلى إيلات، قبرص، ومهام النقل للقوات الجوية، والرحلات الجوية الخاصة للمجموعات.                     |
|      | إمبراير إي آر جيه 145، إمبراير إي آر جيه 145 إل آر | 2            | 4X-EMP, 4X-EMM                                                  | لدى هاتين الطائرتين 30 مقعدًا (يمكن أن تصل السعة إلى 50 مقعدًا)، تستخدما للرحلات الجوية إلى وجهات حوض البحر الأبيض المتوسط وإيلات والرحلات الخاصة ومهام النقل للقوات الجوية. |